# 夜廻り猫
『夜廻り猫』（よまわりねこ）は、深谷かほるによる日本の8コマ漫画。
第21回手塚治虫文化賞短編賞受賞作品。同年、第5回ブクログ大賞マンガ部門大賞受賞。2024年12月時点で累計発行部数は70万部を突破している。

## 制作背景
深谷の高校生の息子が入院中、深谷が息子の気晴らしのため漫画を描こうとしたところ、息子から「家にある怖い猫の絵（第1巻に収録）」とリクエストされ手元にあったB5コピー用紙にサインペンで描いたものが本作となった。このため最初の数作は定規を使用しないフリーハンドで描かれている。息子の勧めで2015年10月22日、自身のTwitterに投稿したところ、徐々に反響を呼び、山本さほや糸井重里からもリツイートされたことで知名度が上がった。
2016年6月30日、角川書店から書籍化される。
2017年3月、講談社のWebサイト「モアイ」で連載開始。角川版も講談社から第1巻として再刊された。
2022年10月17日更新分よりコミックDAYS編集部ブログでの連載となった。

## 主な登場キャラクター
遠藤平蔵
頭に猫缶を乗せ半纏を着た灰色の野良猫。毎夜「泣く子はいねがー」と歩きまわり、「涙の匂い」を嗅ぎ付けると、その人間の前に現れ、話を聞いたりアドバイスを与える。
名前の由来は作者の深谷の知人夫妻の苗字と飼い猫の名前。
重郎
いつも平蔵に抱かれているトラ縞の子猫。姑獲鳥（カラスのような鳥で描かれている）に襲われ右目を失ったところを平蔵に助けられた。
宙（ちゅう）
平蔵から「宙さん」と呼ばれる飼い猫。「先生」家で飼われている。
先生
猫好きの高齢男性。姓は「前川」。物書きを生業としている。時折、庭で魚を焼いて平蔵ら近所の野良猫たちに振る舞う。
ワカル
夜廻見習いの猫。「さっちゃん」という高齢女性に飼われている。たまご色の毛色でおっとりして楽天的な性格。口癖は「わかります~」。なおスピンオフ作品で居酒屋を経営している。
ニイ
左目がつぶれた野良猫。名前はないが、重郎から「ニイ」と呼ばれるようになった。
元・重郎
街で最長老の野良猫。「千匹を倒した中央線の牛」の二つ名を持つ。平蔵が拾った子猫に「重郎」の名を譲り名無しの野良猫に戻る。

## 書誌情報
- 『夜廻り猫 1 今宵もどこかで涙の匂い』KADOKAWA　2016年6月30日、ISBN 978-4-0473-4178-4
- 深谷かほる 『夜廻り猫』 講談社〈ワイドKC〉、既刊11巻（2024年12月23日現在）
  1. 2017年3月17日発行[12]、ISBN 978-4-06-337859-7
  2. 2017年3月23日発行[13]、ISBN 978-4-06-337860-3
  3. 2017年11月22日発行[14]、ISBN 978-4-06-510522-1
  4. 2018年7月23日発行[15]、ISBN 978-4-06-511703-3
  5. 2019年4月23日発行[16]、ISBN 978-4-06-515185-3
  6. 2019年11月22日発行[17]、ISBN 978-4-06-517779-2
  7. 2020年12月23日発行[18]、ISBN 978-4-06-521769-6
  8. 2021年11月22日発行[19]、ISBN 978-4-06-525774-6
  9. 2022年11月22日発行[20]、ISBN 978-4-06-529696-7
  10. 2023年11月22日発行[21]、ISBN 978-4-06-533702-8
  11. 2024年12月23日発行[4]、ISBN 978-4-06-537815-1

## テレビアニメ
2023年3月21日（20日深夜）からNHK総合にて変則的に1週間以内に5話ずつで全話放送された。

### キャスト
- 遠藤平蔵 - 山田孝之[24]
- 重郎 - 種﨑敦美[24]
- ニイ - 木村良平[24]
- 元重郎 - 祐仙勇[24]

### スタッフ
- 原作 - 深谷かほる[25]
- 監督 - 竹谷和真[25]
- 脚本 - 金杉弘子[25]
- 音楽 - 前山田健一[25]
- アニメ制作 - SMDE[25]
- 主題歌 - 「JUMP」作詞：忌野清志郎・三宅伸治 作曲：忌野清志郎・三宅伸治 編曲：前山田健一・歌：山田孝之[25]
- 制作・著作 - NHK / 創通[25]

### 放送リスト
| 話数 | サブタイトル                            | エピソード                                      | 初回放送日     |
| ---- | --------------------------------------- | ----------------------------------------------- | -------------- |
| #1   | 9つまで                                 | 9つまで重郎の母の日、父の日                     | 2023年 3月21日 |
| #2   | いじめられた子                          | いじめられた子教えてやろう                      | 2023年 3月21日 |
| #3   | ヒーロー                                | ヒーロー大丈夫                                  | 2023年 3月21日 |
| #4   | おまいさんは頑張っておる                | おまいさんは頑張っておる迷った時                | 2023年 3月21日 |
| #5   | 祝い                                    | 祝い                                            | 2023年 3月21日 |
| #6   | 覚えておきます                          | 覚えておきますいつか誰かきてね                  | 3月24日        |
| #7   | やり直せるものなら                      | やり直せるものなら僕はここにいる                | 3月24日        |
| #8   | ともだちはいらない ともだちにはならない | ともだちはいらない ともだちにはならないニイの風 | 3月24日        |
| #9   | 元気よ                                  | 元気よはらへった                                | 3月24日        |
| #10  | 寝ている間                              | 寝ている間いい天気                              | 3月24日        |
| #11  | 今日の出来事                            | 今日の出来事腹はへってはおらん                  | 3月26日        |
| #12  | 一緒に飲みたい人                        | 一緒に飲みたい人信じるな                        | 3月26日        |
| #13  | 歩                                      | 歩バシ                                          | 3月27日        |
| #14  | 夕飯いらない                            | 夕飯いらない重郎とニイ                          | 3月27日        |
| #15  | 赤の他人                                | 赤の他人                                        | 3月27日        |

## イベント
- 原画展（2025年1月8日 - 1月14日、丸善 丸の内本店 4階ギャラリー）[26]